# 伊达莉斯·奥尔蒂斯
伊达莉斯·奥尔蒂斯（西班牙語：Idalys Ortiz，1989年9月27日—），古巴女子柔道运动员，曾参加2008年、2012年、2016年和2020年夏季奥运，共获得女子78公斤以上级一金兩銀一銅。